# Piano no Mori
Piano no Mori: The Perfect World of Kai (яп. ピアノの森 -The perfect world of KAI) — манга авторства Макото Иссики. Выпускалась издательством Kodansha с 1998 по 2015 год. Сначала печаталась в журнале Young Magazine Uppers, а позже в Morning. Всего было опубликовано 16 томов. В 2007 году по манге вышел анимационный фильм режиссёра Масаюки Кодзимы, производства студии Madhouse. В фильм вошли записи известного пианиста Владимира Ашкенази. Также был выпущен аниме-сериал, премьера которого состоялась в апреле 2018 года на NHK.

## Сюжет
История разворачивается вокруг мальчика Кай Итиносэ, который живет в районе красных фонарей, но ночью убегает, чтобы поиграть на пианино в лесу. Сюхэй Амамия, сын профессионального пианиста, переходит в начальную школу Кая Мориваки. Но школа не займет у Сюхэя много времени, прежде чем он подхватит хулиганов класса, а решится сыграть на таинственном пианино в лесу, что привело к его встрече с Каем, который, кажется, единственный, способный получить звук из-за сломанного пианино.

## Персонажи
- Кай Итиносэ (яп. 一ノ瀬 海 Итиносэ Каи) — главный герой. Ученик начальной школы, который часто играет на таинственном пианино в лесу. У него есть возможность мгновенно запоминать любую фортепианную пьесу, которую он слышит, и отлично её воспроизвести. В будущем станет известным пианистом.

Сэйю: Ая Уэто
- Сосукэ Адзино (яп. 阿字野壮介 Адзино Сосукэ) — учитель музыки в школе Кая и Сюхэя. В молодости был известным пианистом, который получил несколько наград за свою игру, но однако его карьера внезапно закончилась после того, как в результате несчастного случая он получил травму левой руки и убил своего друга. После обнаружения привязанности Кая к пианино, он становится его тренером.

Сэйю: Хироюки Миясако
- Сюхэй Амамия (яп. 雨宮修平 Амамия Сюхэй) — переведенный из Токио друг Кая. Они оба любят играть на пианино.

Сэйю: Рюносукэ Камики

## Производство
Макото Иссики был вдохновлён на создание Piano no Mori после просмотра документального фильма о победе Станислава Бунина на Конкурсе пианистов имени Шопена.

## Медиа

### Манга
Манга Piano no Mori была издана компанией Kodansha, а затем стала публиковаться в журнале Young Magazine Uppers с 1998 по 2004 год; чуть позже в журнале Morning с 2004 по 2005 год.

Манга была лицензирована компанией Sharp Point Press в Тайване.
| №  | Японская: дата публикации | Японская: ISBN         |
| -- | ------------------------- | ---------------------- |
| 01 | Август 6, 1999            | ISBN 978-4-06-346030-8 |
| 02 | Август 6, 1999            | ISBN 978-4-06-346031-5 |
| 03 | Октябрь 8, 1999           | ISBN 978-4-06-346040-7 |
| 04 | Апрель 7, 2000            | ISBN 978-4-06-346056-8 |
| 05 | Август 7, 2000            | ISBN 978-4-06-346067-4 |
| 06 | Март 7, 2001              | ISBN 978-4-06-346097-1 |
| 07 | Сентябрь 7, 2001          | ISBN 978-4-06-346118-3 |
| 08 | Май 17, 2002              | ISBN 978-4-06-346142-8 |
| 09 | Ноябрь 8, 2002            | ISBN 978-4-06-346169-5 |
| 10 | Июль 22, 2005             | ISBN 978-4-06-372449-3 |
| 11 | December 22, 2005         | ISBN 978-4-06-372483-7 |
| 12 | Апрель 21, 2006           | ISBN 978-4-06-372509-4 |
| 13 | Декабрь 22, 2006          | ISBN 978-4-06-372554-4 |
| 14 | Июнь 22, 2007             | ISBN 978-4-06-372610-7 |
| 15 | Май 23, 2008              | ISBN 978-4-06-372675-6 |
| 16 | Август 21, 2009           | ISBN 978-4-06-372752-4 |
| 17 | Март 23, 2010             | ISBN 978-4-06-372881-1 |
| 18 | Июль 23, 2010             | ISBN 978-4-06-372917-7 |
| 19 | Ноябрь 22, 2010           | ISBN 978-4-06-372917-7 |
| 20 | Сентябрь 23, 2011         | ISBN 978-4-06-372980-1 |
| 21 | Ноябрь 22, 2011           | ISBN 978-4-06-387022-0 |
| 22 | Август 23, 2012           | ISBN 978-4-06-387099-2 |
| 23 | Май 23, 2013              | ISBN 978-4-06-387117-3 |
| 24 | Май 23, 2014              | ISBN 978-4-06-388324-4 |
| 25 | Октябрь 23, 2014          | ISBN 978-4-06-388389-3 |
| 26 | Декабрь 22, 2015          | ISBN 978-4-06-388485-2 |

### Аниме
Аниме-адаптация студии Gaina выходила в эфир с 8 апреля 2018 по 14 апреля 2019 года на NHK.

## Награды
Piano no Mori получила Гран-при как лучшая манга на Japan Media Arts Festival в 2008 году.
В 2008 году фильм был номинирован на Премию Японской академии за лучший анимационный фильм года, а также в категории полнометражных фильмов на Международном фестивале анимационных фильмов в Анси.